# هوهنبورگ (بایرن)
هوهنبورگ (به آلمانی: Hohenburg) یک شهر در آلمان است که در امبرگ-سولزباخ واقع شده‌است. هوهنبورگ ۱٬۶۸۸ نفر جمعیت دارد.